# Briga de Galo
Briga de Galo, Clássico dos Galos ou ainda Duelo dos Galos é como é conhecido o clássico entre o Ituano e o Paulista, clubes de futebol das cidades paulistas de Itu e Jundiaí, respectivamente. O confronto recebe esses apelidos porque o galo é o mascote de ambas as equipes. Na Série A1 do campeonato paulista, as equipes se enfrentaram doze vezes, com cinco vitórias do Paulista (2003, 2004, 2005, 2007 e 2011) cinco vitórias do Ituano (2008, 2010, 2012, 2013 e 2014) e dois empates (2006 e 2009).
Já na Série B do Campeonato Brasileiro a vantagem é do Ituano. Em 6 partidas disputadas de 2004 até 2007, a equipe venceu quatro (uma vez em 2004 e duas em 2007), contra apenas uma vitória do Paulista (2005). Ainda houve dois empates (duas vezes em 2006). Os anos de 2006 e 2007 tiveram jogos de turno e returno na competição, enquanto que em 2004 e 2005 houve um turno apenas. Em 2007 as duas equipes foram rebaixadas à Série C e desde então jamais voltaram a disputar a competição.
Pela Copa Paulista são 16 jogos desde 2007, ano em que os dois times foram rebaixados da Série B, sendo que a competição passou a ser priorizada pelas duas equipes no ano seguinte, devido à ausência dos clubes em competições nacionais. São seis empates e quatro vitórias de cada lado.

## Estatísticas do confronto
| Todos os confrontos |     |    |    |    |    |    |    |    |
| Equipe              | Pts | J  | V  | E  | D  | GP | GC | SG |
| Ituano              | 49  | 34 | 13 | 10 | 11 | 57 | 56 | 1  |
| Paulista            | 43  | 34 | 11 | 10 | 13 | 56 | 57 | -1 |

| Campeonato Brasileiro da Série B |     |   |   |   |   |    |    |    |
| Equipe                           | Pts | J | V | E | D | GP | GC | SG |
| Ituano                           | 11  | 6 | 3 | 2 | 1 | 12 | 10 | 2  |
| Paulista                         | 5   | 6 | 1 | 2 | 3 | 10 | 12 | -2 |

| Campeonato Paulista de Futebol - Série A1 |     |    |   |   |   |    |    |    |
| Equipe                                    | Pts | J  | V | E | D | GP | GC | SG |
| Ituano                                    | 17  | 12 | 5 | 2 | 5 | 19 | 20 | -1 |
| Paulista                                  | 17  | 12 | 5 | 2 | 5 | 20 | 19 | 1  |

| Copa Paulista |     |    |   |   |   |    |    |    |
| Equipe        | Pts | J  | V | E | D | GP | GC | SG |
| Ituano        | 21  | 16 | 5 | 6 | 5 | 26 | 26 | 0  |
| Paulista      | 21  | 16 | 5 | 6 | 5 | 26 | 26 | 0  |

## Histórico
Desde 2003, ano em que os times se enfrentaram pela primeira vez no Campeonato Paulista, houve um total de 33 confrontos, considerando-se o próprio Campeonato Paulista, a Copa Paulista e o Campeonato Brasileiro da Série B. Vale ressaltar que foram considerados apenas os confrontos da Copa Paulista após o ano de 2007 devido a Federação Paulista de Futebol não disponibilizar as informações das partidas da edições dos anos anteriores.
| Data       | Campeonato    | Partida  | Partida | Partida | Partida | Partida  |
| 21/08/2016 | Copa Paulista | Ituano   | 0       | x       | 0       | Paulista |
| 10/07/2016 | Copa Paulista | Paulista | 3       | x       | 1       | Ituano   |
| 20/09/2015 | Copa Paulista | Ituano   | 2       | x       | 1       | Paulista |
| 15/08/2015 | Copa Paulista | Paulista | 2       | x       | 4       | Ituano   |
| 29/01/2014 | Paulista - A1 | Paulista | 2       | x       | 3       | Ituano   |
| 24/08/2013 | Copa Paulista | Paulista | 2       | x       | 0       | Ituano   |
| 20/07/2013 | Copa Paulista | Ituano   | 3       | x       | 1       | Paulista |
| 12/04/2013 | Paulista - A1 | Paulista | 2       | x       | 3       | Ituano   |
| 29/08/2012 | Copa Paulista | Paulista | 1       | x       | 1       | Ituano   |
| 25/07/2012 | Copa Paulista | Ituano   | 0       | x       | 1       | Paulista |
| 29/02/2012 | Paulista - A1 | Ituano   | 3       | x       | 2       | Paulista |
| 22/10/2011 | Copa Paulista | Ituano   | 1       | x       | 1       | Paulista |
| 15/10/2011 | Copa Paulista | Paulista | 1       | x       | 1       | Ituano   |
| 16/01/2011 | Paulista - A1 | Paulista | 2       | x       | 1       | Ituano   |
| 05/09/2010 | Copa Paulista | Paulista | 1       | x       | 0       | Ituano   |
| 31/07/2010 | Copa Paulista | Ituano   | 2       | x       | 1       | Paulista |
| 07/03/2010 | Paulista - A1 | Ituano   | 1       | x       | 0       | Paulista |
| 09/09/2009 | Copa Paulista | Paulista | 3       | x       | 3       | Ituano   |
| 29/07/2009 | Copa Paulista | Ituano   | 3       | x       | 0       | Paulista |
| 28/03/2009 | Paulista - A1 | Ituano   | 0       | x       | 0       | Paulista |
| 16/03/2008 | Paulista - A1 | Ituano   | 3       | x       | 1       | Paulista |
| 13/10/2007 | Série B       | Paulista | 2       | x       | 3       | Ituano   |
| 19/08/2007 | Copa Paulista | Paulista | 5       | x       | 5       | Ituano   |
| 15/07/2007 | Copa Paulista | Ituano   | 0       | x       | 3       | Paulista |
| 10/07/2007 | Série B       | Ituano   | 3       | x       | 1       | Paulista |
| 04/02/2007 | Paulista - A1 | Paulista | 1       | x       | 0       | Ituano   |
| 05/09/2006 | Série B       | Paulista | 2       | x       | 2       | Ituano   |
| 23/04/2006 | Série B       | Ituano   | 1       | x       | 1       | Paulista |
| 12/03/2006 | Paulista - A1 | Paulista | 1       | x       | 1       | Ituano   |
| 01/07/2005 | Série B       | Ituano   | 1       | x       | 3       | Paulista |
| 13/03/2005 | Paulista - A1 | Ituano   | 2       | x       | 4       | Paulista |
| 04/07/2004 | Série B       | Paulista | 1       | x       | 2       | Ituano   |
| 25/01/2004 | Paulista - A1 | Paulista | 3       | x       | 1       | Ituano   |
| 15/03/2003 | Paulista - A1 | Paulista | 2       | x       | 1       | Ituano   |

## Briga de Galo em final de campeonato
Ituano e Paulista só decidiram um título uma única vez na história. Foi no ano de 1999, quando os rivais fizeram a final da Copa Paulista, na época denominada Copa Estado de São Paulo. Após vencer a partida de ida, em Itu, por 2x1, o Paulista, na época Etti Jundiaí, assegurou o título em casa com um 0x0. O Galo da Japi ainda foi campeão nos anos 2010 e 2011, e vice-campeão em 2009. Já o Galo de Itu foi campeão da competição em 2002 e vice-campeão nos anos de 2003 e 1999.

## Jogadores que atuaram em ambos os clubes
Na história há diversos jogadores que já atuaram por ambas as equipes. O principal é o goleiro Victor, que defendeu o Atlético Mineiro. Antes de se transferir para o Paulista, onde se destacou e foi contratado posteriormente pelo Grêmio, Victor defendeu as cores do Galo de Itu. Outro bastante conhecido é Vagner Mancini. O ídolo do Paulista terminou a carreira jogando pelo Ituano, no ano de 2004. O fato curioso é que, após se desligar do Ituano, Mancini assumiu a equipe do Paulista como treinador, iniciando uma jornada como técnico que perdura até hoje. Em 2013, Mancini alcançou o auge da sua carreira, ao levar o Atlético Paranaense à Copa Libertadores da América com o terceiro lugar do Brasileirão e o Vice da Copa do Brasil.
Ainda na década de 2000, dois importantes atacantes do Paulista trocaram Jundiaí por Itu: Jean Carlo e Izaias. Este ultimo conquistou a Série C de 2003 com o Ituano. 
Quem fez sucesso em Itu e depois rumou para Jundiaí foi o atacante Welton. Contratado pelo Ituano junto à um clube do Azerbaijão, Welton foi fundamental para a permanência do clube na primeira divisão nos anos de 2010 e 2011. Em 2012 o centroavante trocou de Galo e disputou o Estadual pelo Paulista, porém sem o mesmo brilho. Marcou apenas um gol com a camisa do Galo da Japi.
As ultimas duas transferências realizadas diretamente entre os clubes foram aquisições do Ituano. Foram para Itu o atacante Tutinha, em 2011, e o goleiro Vagner, em 2013. Ambos foram formados nas categorias de base do Paulista. Tutinha estreou pelo Ituano justamente contra o Paulista, em partida amistosa realizada no Estádio Jayme Cintra, quando marcou o único gol do Ituano na derrota por 2x1.
Para a temporada de 2014, o Ituano anunciou a contratação do meia Marcinho, revelado pelo Paulista no começo da década de 2000. Marcinho teve destaque no Corinthians, São Caetano e Palmeiras. Em 2013 ainda defendeu um rival em comum dos Galos: Ponte Preta.